# Eduardo di Capua
Eduardo di Capua (Nápoles, Italia, 12 de marzo de 1865-Nápoles, 3 de octubre de 1917) fue un cantante y compositor italiano.
Eduardo di Capua es célebre principalmente por haber compuesto la música de la canción "O Sole Mio", que ha sido grabada por muchos cantantes. La partitura de "O Sole Mio" fue escrita en marzo de 1898  en la ciudad de Odesa (en aquella época parte del Imperio Ruso), lugar en donde se encontraba Di Capua, realizando una gira junto con su padre, también músico y compositor. Se inspiró en un poema de Giovanni Capurro, dedicado a una dama de la nobleza italiana. Otras de sus canciones más conocidas son Maria, Marì (1899), que fue grabada por Alfredo Kraus, y I' Te Vurria Vasa (1900), que ha sido interpretada por Andrea Bocelli.

## Canciones
| - Lo campaniello de la parrocchia (1884) - Gnorsì (1886) - Capille d'oro (1887) - Margaretella (1887) - Frunnella 'e rosa (1887) - Rusinella (1888) - 'Achiave (1889) - 'Agrotta azzurra (1889) - 'Aserenata d'e nnamurate (1889) - 'E bersagliere (1889) - Evviva 'o Rre (1889) - Nennella mia (1889) | - 'A ritirata d'e marenare (1890) - Tiritì-tiritommolà (1890) - 'Osentimento (1890) - 'Aluntananza (1892) - 'Opumpiere (1892) - Teh!... zuca cca! (1892) - Carcioffolà (1893) - 'E gesummine 'e Spagna (1893) - 'Ombriaco (1893) - Pecché, pecché, pecché (1893) - Carmela 'e San Sivero (1894) - Sott'ombrello (1894) | - Mo va mo vene (1895) - 'Amisturella (1896) - Chitarra mia (1896) - Muntagnola (1896) - 'Osole mio (1898) - 'Aserenata d'e rrose (1899) - Maria, Marì (1899) - I' te vurria vasà (1900) - Nuttata a mare (1900) - Torna maggio (1900) - Filumè, Filumè! (1901) - Serenatella nera (1903) | - Canzone bella (1904) - 'Erragazze (1904) - L'urdema canzona mia (1904) - 'Afurastiera (1906) - Pusilleco, Pusì (1906) - Pene d'ammore (1907) - Nun t'affaccià (1908) - Rosa 'e maggio (1908) - 'Azarellara (1909) - Mandulinata 'e notte (1916). |